# Denise Legeay

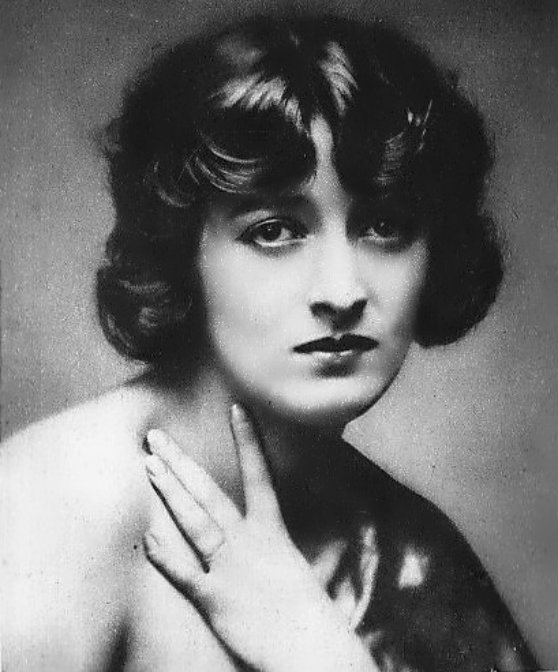
Denise Legeay etwa 1922

Denise Augusta Marguerite Legeay (22. Januar 1898 in Courdemanche – 27. Mai 1968 in Paris) war eine französische Stummfilmschauspielerin.

## Leben
Legeay debütierte 1922 im französischen Stummfilm Vingt ans après und drehte anschließend in Deutschland mehrere Filme mit Harry Piel. Ihre filmische Karriere endete nach rund einem Dutzend Produktionen bereits 1926 mit Achtung Harry! Augen auf!.

## Filmografie (Auswahl)
- 1922: Vingt ans après
- 1924: Der Mann ohne Nerven
- 1924/1925: Face à mort
- 1925: Zigano, der Brigant vom Monte Diavolo
- 1926: Achtung Harry! Augen auf!